# Liste der Monuments historiques in Broussy-le-Grand
Die Liste der Monuments historiques in Broussy-le-Grand führt die Monuments historiques in der französischen Gemeinde Broussy-le-Grand auf.

## Liste der Immobilien
| Bezeichnung           | Beschreibung           | Standort               | Kennzeichnung | Schutzstatus | Datum | Bild           |
| --------------------- | ---------------------- | ---------------------- | ------------- | ------------ | ----- | -------------- |
| Kirche St-Apollinaire | ab dem 11. Jahrhundert | Rue de l’Église (Lage) | PA00078601    | Classé       | 1919  | weitere Bilder |

## Liste der Objekte
| Bezeichnung                    | Beschreibung                                                          | Standort                            | Kennzeichnung | Schutzstatus | Datum | Bild |
| ------------------------------ | --------------------------------------------------------------------- | ----------------------------------- | ------------- | ------------ | ----- | ---- |
| Taufbecken                     | Stein, bemalt, 18. Jahrhundert; in den 1970er Jahren gestohlen        | in der Kirche St-Apollinaire (Lage) | PM51002253    | Inscrit      | 1975  |      |
| Skulptur Heiliger Apollinarius | Holz, farbig gefasst, 17. Jahrhundert; Verbleib unbekannt             | in der Kirche St-Apollinaire (Lage) | PM51002255    | Inscrit      | 1975  |      |
| Weihwasserbecken               | Stein, 13. Jahrhundert                                                | in der Kirche St-Apollinaire (Lage) | PM51002251    | Inscrit      | 1975  |      |
| Kruzifix                       | Holz, farbig gefasst, 17. Jahrhundert; in den 1970er Jahren gestohlen | in der Kirche St-Apollinaire (Lage) | PM51002252    | Inscrit      | 1975  |      |
| Tabernakel                     | Holz, farbig gefasst, 18. Jahrhundert                                 | in der Kirche St-Apollinaire (Lage) | PM51002254    | Inscrit      | 1975  |      |